# Yoshiwara

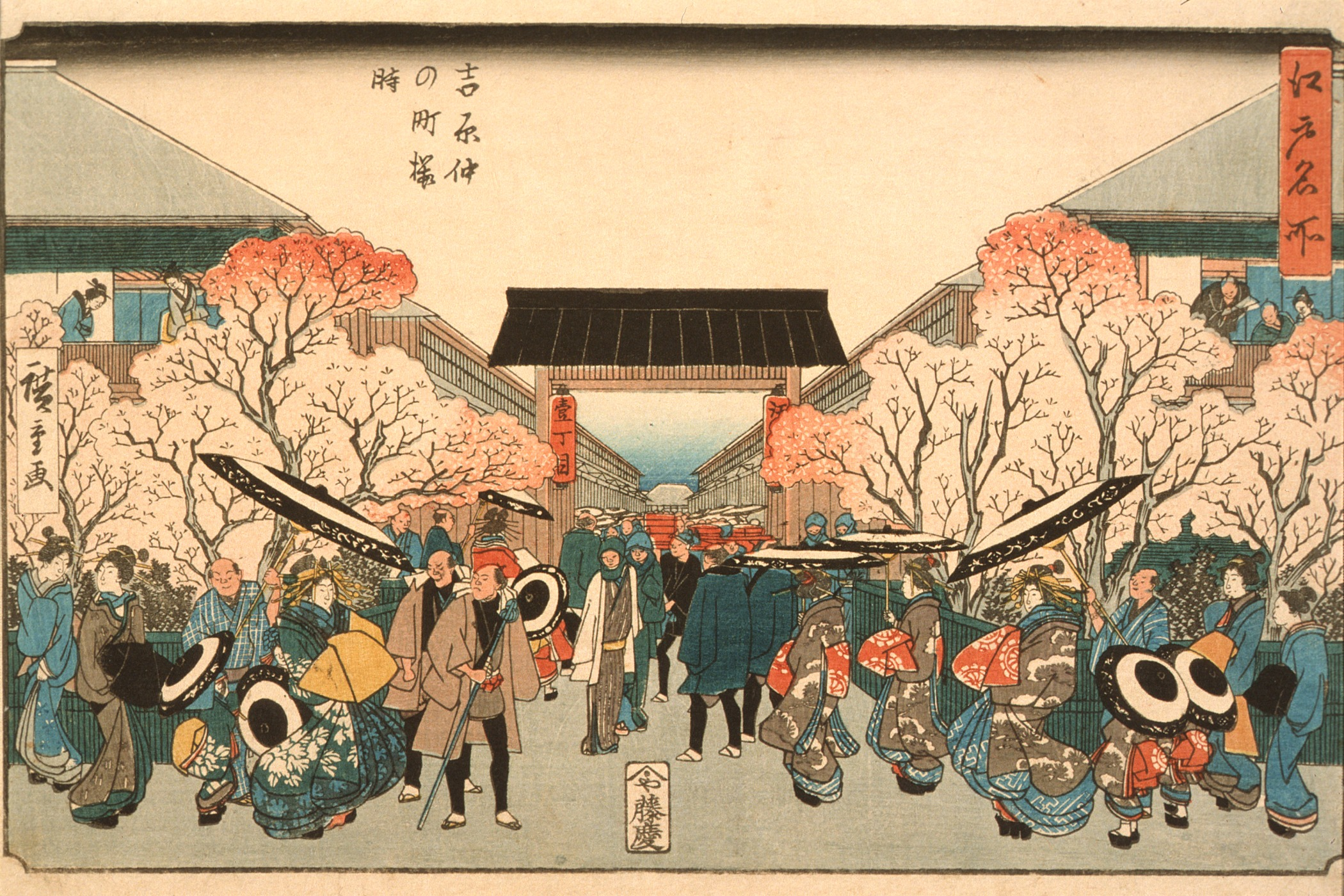
Kirschblütenzeit in Nakanochō des Yoshiwara von Utagawa Hiroshige mit Darstellung der Hauptstraße, die von Lusthäusern gesäumt wird, circa 1848–1849

Yoshiwara (jap. 吉原, dt. „Glück verheißende Wiese“) war im 17.–19. Jahrhundert während der Edo-Zeit das einzige lizenzierte Bordellviertel in der, seinerzeit Edo genannten, japanischen Hauptstadt Tokio und eines von 25 in Japan insgesamt (neben beispielsweise Shimbara in Kyōto und Shinmachi in Ōsaka). In der zweiten Hälfte des 19. und der ersten Hälfte des 20. Jahrhunderts wurde der Name „Yoshiwara“ von westlichen Seefahrern und Touristen als Synonym für jedes japanische Bordell gebraucht.

## Geschichte

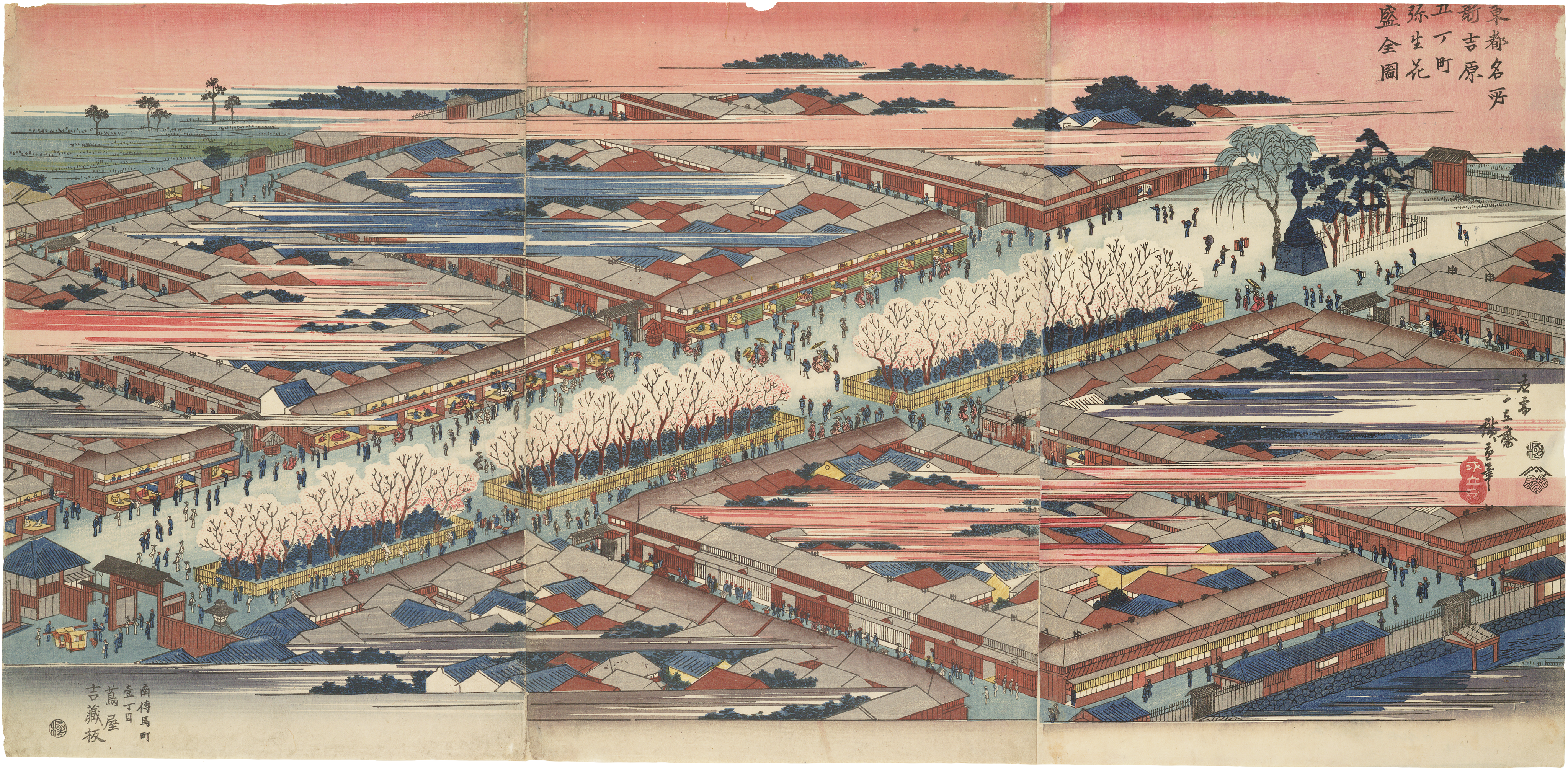
Kirschbäume entlang Gokacho in New Yoshiwara, 1835

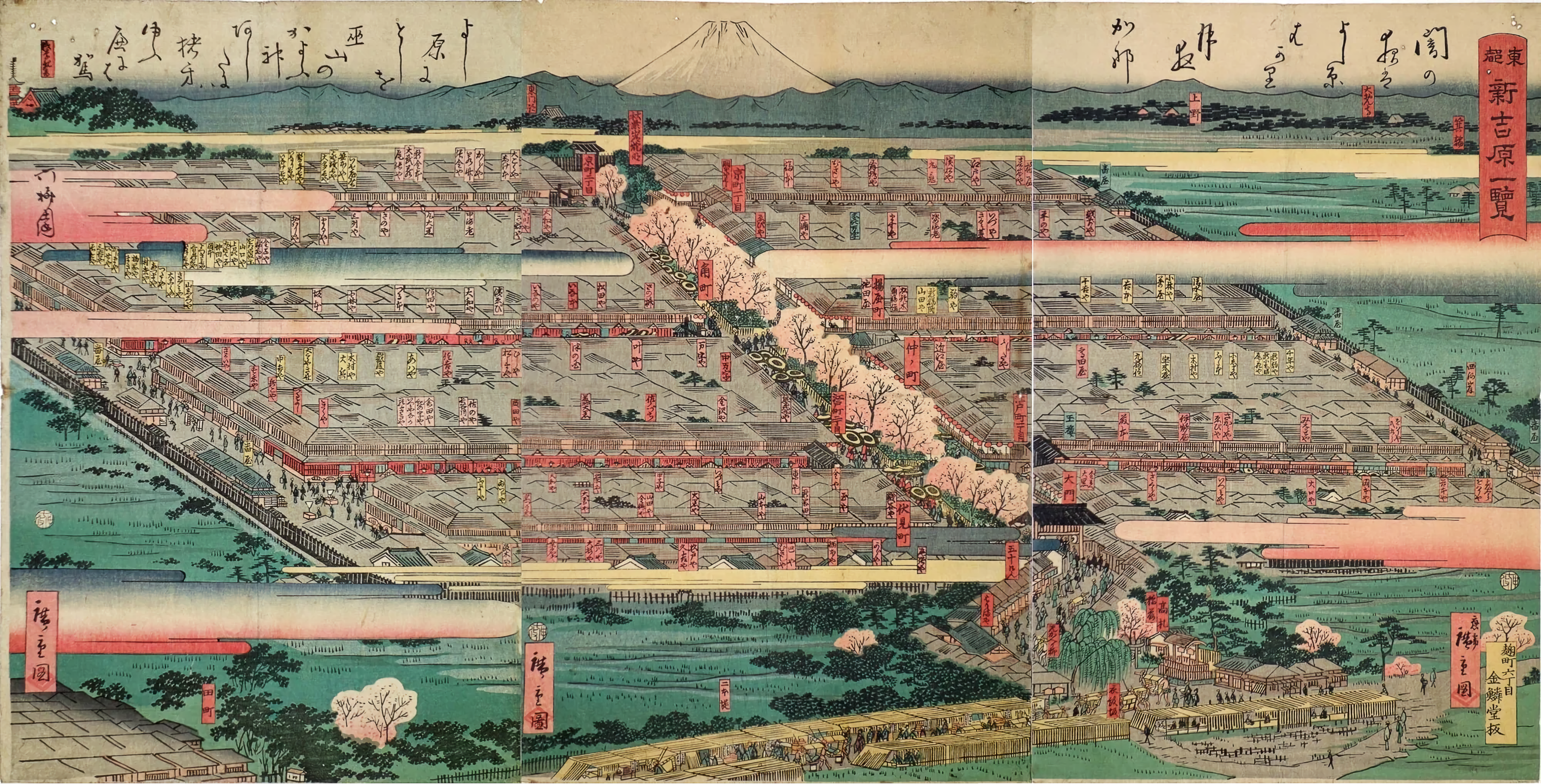
Yoshiwara Karte von Hiroshige II, Juli 1860

### Anfänge
Bereits im Jahr 1590 hatte Tokugawa Ieyasu seinen Hauptsitz in den kleinen, unbedeutenden Fischerort Edo in der Provinz Musashi im Osten Japans verlegt. Nach der Machtübernahme und der Ernennung zum Shōgun im Jahr 1603 beschloss Ieyasu Edo zum zukünftigen Regierungssitz des Landes auszubauen. Der Ort wuchs schnell zur Stadt und für die aus dem ganzen Reich in Regierungsangelegenheiten in der Stadt weilenden Samurai entstand von Anfang an auch das Bedürfnis nach Unterhaltung und sexueller Vergnügung. Shōji Jinemon, Rōnin und Bordellbesitzer, reichte 1605 in seinem und dem Namen anderer Inhaber von Amüsierbetrieben das erste Gesuch für ein lizenziertes Bordellviertel in Edo beim Staatsrat ein. Das Gesuch wurde abgelehnt, da die neokonfuzianische, auf Tugend und Ordnung bedachte Regierung kein Amüsierviertel in der Nähe der Burg von Edo wünschte. Jedoch  strömten immer mehr Mädchen aus der Unterhaltungszunft in die Stadt und die Ordnungsbehörden kamen nicht nach, sie abzuschieben. Um 1610 existierten annähernd 50 Bordelle in mehreren Stadtvierteln Edos. Im Jahr 1612 erneuerte Jinemon das Gesuch und verwies dabei unter anderem auf die 20 landesweit bereits bestehenden Präzedenzfälle erlaubter Bordellquartiere. In der Hoffnung, durch ein geschlossenes Viertel vagabundierende Frauen und kriminelle Auswüchse besser unter Kontrolle zu bekommen, wurde schließlich 1617 vom Staatsrat die Lizenz unter Auflagen erteilt: Der Bordellbetrieb war auf das zugewiesene Viertel beschränkt, Gäste durften nicht länger als 24 Stunden im Viertel verweilen, für die Bekleidung der Prostituierten durfte weder Gold noch Silber zur Ausstattung verwendet werden, luxuriöse Bauten und Ausstattungen waren untersagt, Kriminelle und Verdächtige waren festzuhalten und an die Behörden auszuliefern, und das Eingangstor war ab 21 Uhr zu schließen.

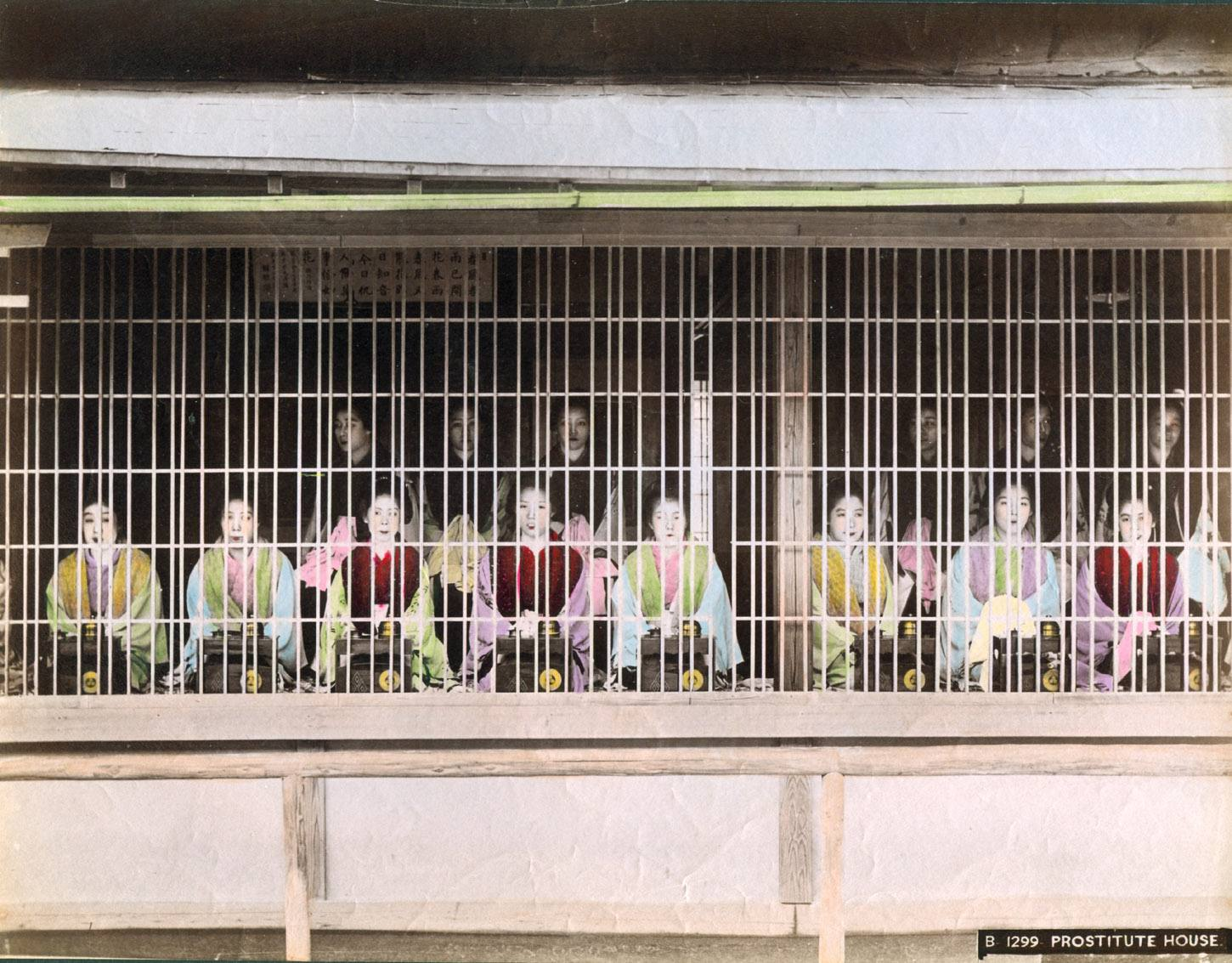
Prostituierte in Yoshiwara, nachkolorierte Fotografie von Kusakabe Kimbei

Den Bordellbesitzern wurde von Staats wegen das zwei Chō (ca. zwei Hektar) umfassende „Binsenfeld“ (葦原, „Yoshiwara“) zugewiesen. Es lag in Fukiyamachi, dem heutigen Stadtteil Nihonbashi-Ningyōchō, und befand sich knapp 1,5 km östlich der Burg von Edo. Gleichzeitig wurde Jinemon zum ersten Vorsteher des Bordellviertels ernannt (Keiseimachi Nanushi). 1618 eröffneten die ersten Betriebe und 1626 war das Viertel fertiggestellt. Zur Eröffnungsfeier wurde das Schriftzeichen für Binsen (葦) durch das gleich lautende Zeichen für „Glück verheißend“ (吉) ersetzt und das Quartier firmierte fortan als Yoshiwara (吉原), „die Glück verheißende Wiese“.

### Umzug nach Shin-Yoshiwara
Das rapide Wachstum Edos hatte zur Folge, dass das Viertel, ursprünglich am Rande der Stadt gelegen, bereits nach wenigen Jahrzehnten mitten im Zentrum lag. So erfolgte im Jahr 1656 durch die Regierung die Verfügung zur Verlegung des Yoshiwara. Da sich der neue Standort in Asakusa etwa fünf Kilometer nördlich des bisherigen und damit weit außerhalb des eigentlichen Stadtbereichs befinden sollte, versuchten die Besitzer, sich dem Umzug zu widersetzen. Allerdings erfolglos, im Gegenzug konnten sie jedoch verschiedene Vergünstigungen aushandeln: Die Fläche des Quartiers wurde auf drei Chō erweitert, die offizielle Sperrstunde wurde auf 23 Uhr verlängert, die Herren wurden von den städtischen Dienstpflichten befreit, erhielten einen Umzugszuschuss von 10.055 Ryō in Gold und die Zusage für die Schließung der annähernd 200 Badehäuser der Stadt, in denen rege illegale Prostitution florierte.  Der letztgenannte Punkt hatte für die Bordellbesitzer neben der Ausschaltung der Konkurrenz noch den Vorteil, dass ihnen die bei den folgenden Razzien verhafteten Prostituierten von den Behörden übergeben wurden und somit auch die „Nachwuchsfrage“ für den erweiterten Geschäftsbetrieb keine Sorge bereiten musste. 1668 fand in Edo eine großangelegte Razzia statt, bei der 512 illegale Prostituierte verhaftet und den Betreibern des Yoshiwara übergeben wurden. Um die unfreiwilligen Neuankömmlinge unterzubringen, wurden neue Unterkünfte auf dem bestehenden Gelände errichtet und die Frauen darauf verteilt.
Der Umzug in die neue Örtlichkeit, Shin-Yoshiwara (新吉原, „Neu-Yoshiwara“), erfolgte 1657, nachdem der verheerende Meireki-Großbrand einen Großteil der Innenstadt Edos in Schutt und Asche gelegt und vermutlich 100.000 Menschen das Leben gekostet hatte. Den Namen Shin-Yoshiwara führte das Viertel nur kurze Zeit. Im Sprachgebrauch und in der Literatur wurde es weiterhin zumeist einfach als Yoshiwara bezeichnet.

### Brände und Wiederaufbau
Zwischen 1676 und 1866 brannte das Yoshiwara 18 Mal vollständig ab. Für die Zeit des Wiederaufbaus genehmigten die Behörden den Betrieb in umliegenden Vierteln, die näher am Stadtzentrum lagen und weniger umständlich zu erreichen waren. Diese Übergangszeiten von 300 Tagen Dauer, Karitaku genannt, erwiesen sich wegen des damit verbundenen erhöhten Umsatzes für die Bordellbesitzer als sehr lukrativ. Einige Betriebe entgingen so dem sicheren Ruin. Nach dem Erdbeben von 1855 erfolgte die Auslagerung des Betriebes zum Beispiel in das Stadtviertel Fukagawa am östlichen Ufer des Sumidagawa. Die Bordellbesitzer erstritten von den Behörden eine Verlängerung der Karitaku auf 700 Tage. Wie durch Zufall brannte in den folgenden Jahren das Yoshiwara gleich viermal ab, immer jeweils kurz nach dem Ablauf der jetzt verlängerten Übergangszeit und einem nur kurzfristigen Betrieb am angestammten Standort.

### Meiji- und Neuzeit
Bereits kurz vor dem Ende der Edo-Zeit wurde 1867 auf dem Gelände des Yoshiwara ein Krankenhaus errichtet, in dem sich die Prostituierten regelmäßig untersuchen lassen mussten und bei Bedarf behandeln lassen konnten.

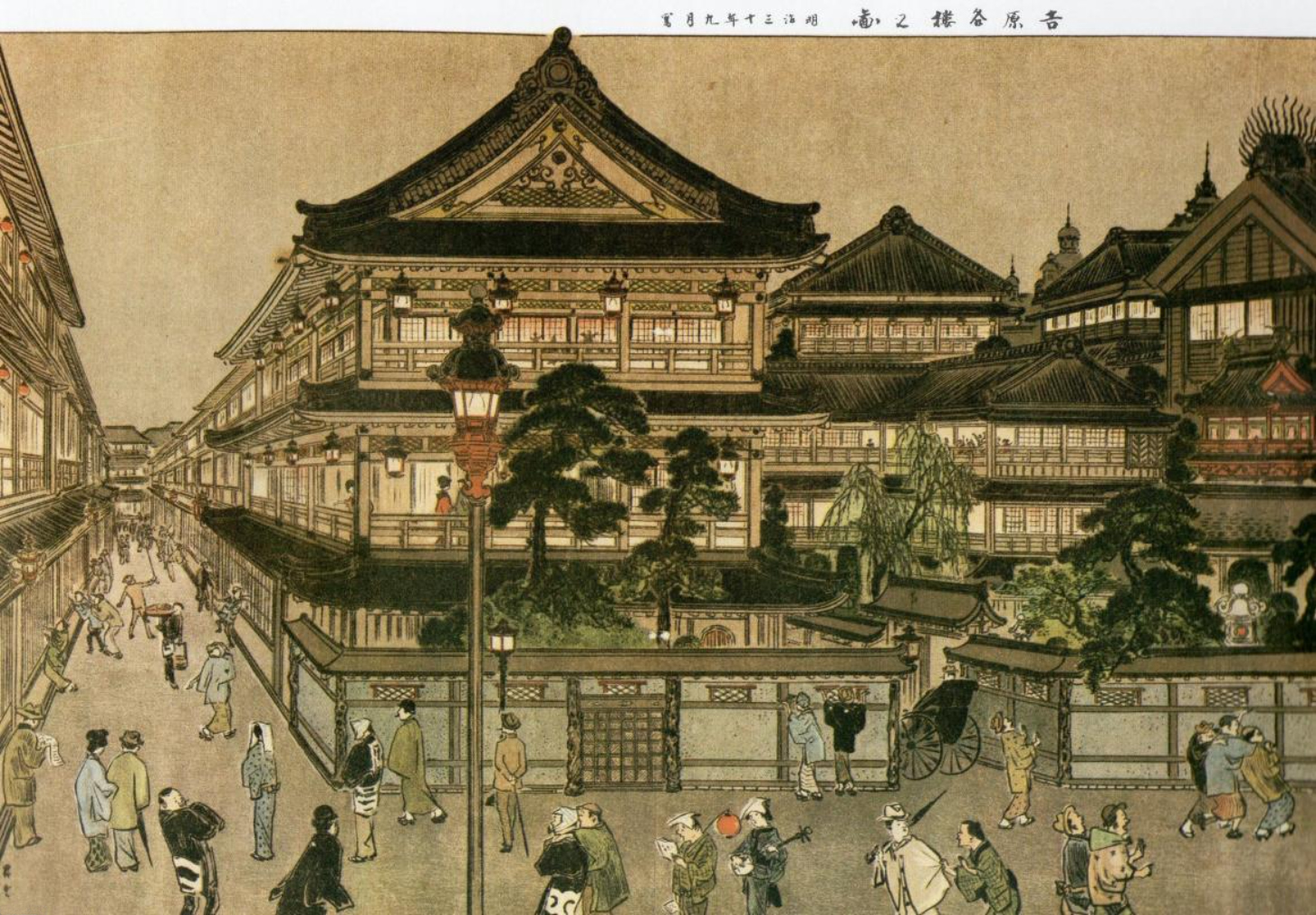
Yoshiwara am Ende der Meiji-Zeit, Ausschnitt aus einem Bild Yamamoto Shōkokus, um 1900

Im Jahr 1872 verlor das Yoshiwara seinen Alleinstellungsanspruch. In fünf weiteren Vierteln Tokios (Nezu, Shinagawa, Shinjuku, Itabashi und Senju) wurden Bordelleinrichtungen lizenziert und alle zusammen 1875 der Aufsicht durch die Polizeibehörde unterstellt. Yoshiwara blieb jedoch das bekannteste und beliebteste.
Mit den Reformen der Meiji-Zeit entfielen die Beschränkungen, durch die es zuvor den Bordellen verboten war, über mehr als insgesamt zwei Geschosse zu verfügen. Im Yoshiwara entstanden großartige und vornehme Bauten im europäischen Stil aus Stein. Ab Mitte der 1880er Jahre begannen die Prostituierten, sich im westlichen Stil zu kleiden. Europäische Betten wurden eingeführt, um US-amerikanischen und europäischen Gästen den Aufenthalt angenehmer zu gestalten.
Yoshiwara wurde sowohl beim Großbrand von 1913 als auch beim Kantō-Erdbeben von 1923 stark zerstört, in den Folgejahren aber jeweils wieder aufgebaut und erlebte bis zum Ausbruch des Zweiten Weltkriegs in Japan seine letzte Blüte. Während der Kriegszeit verkam es zunehmend und war schließlich nur ein Viertel unter vielen, in dem Prostitution florierte.
Mit dem gesetzlichen Verbot der Prostitution in Japan vom 28. Februar 1958 (in Kraft getreten zum 1. April 1958) schienen im Yoshiwara für immer die Lichter auszugehen, aber bis heute findet sich im Yoshiwara die höchste Konzentration von „Soaplands“ in ganz Japan. Die Lage des Yoshiwara entspricht in etwa dem heutigen Viertel Senzoku im Bezirk Taitō der Präfektur Tokio.

## Kunst und Literatur
Szenen aus Yoshiwara, wie sie etwa 1683 von Hishikawa Moronobu in seinem Druckwerk Vergnügungen der Liebe (Koi no Tanoshimi) publiziert wurden, waren wie andere anzügliche Sujets häufig Thema zeitgenössischer japanischer Farbholzschnitte. Yoshiwara ist auch der Name eines verruchten Etablissements im Buch und Film Metropolis. Zwei Jahre nach Metropolis hatte in Berliner Kinos Teinosuke Kinugasas Stummfilm Im Schatten von Yoshiwara (jap.: Jūjiro) Deutschland-Premiere, der die deutschen Kritiker durch seine atmosphärischen Nachtaufnahmen aus dem Bordellviertel beeindruckte.